# Christmas from the Heart
Christmas from the Heart (en español: Navidad desde el Corazón) es el segundo álbum de estudio, y primer álbum navideño del cantautor estadounidense David Archuleta. El álbum fue lanzado el 14 de octubre del 2009. "Melodies of Christmas", la cual fue coescrita por Archuleta, es la única canción original en el álbum.

## Lista de canciones
La lista de canciones es la siguiente.
| Christmas from the Heart |                                                                  |          |  |
| N.º                      | Título                                                           | Duración |  |
| 1.                       | «Joy to the World»                                               | 4:19     |  |
| 2.                       | «Angels We Have Heard on High»                                   | 3:36     |  |
| 3.                       | «O Come All Ye Faithful»                                         | 3:19     |  |
| 4.                       | «Silent Night»                                                   | 4:49     |  |
| 5.                       | «The First Noel»                                                 | 4:32     |  |
| 6.                       | «O Holy Night»                                                   | 5:55     |  |
| 7.                       | «Have Yourself a Merry Little Christmas» (con Charice Pempengco) | 4:36     |  |
| 8.                       | «I'll Be Home for Christmas»                                     | 3:01     |  |
| 9.                       | «Pat-a-Pan»                                                      | 3:25     |  |
| 10.                      | «What Child Is This?»                                            | 4:47     |  |
| 11.                      | «Ríu ríu chíu»                                                   | 3:54     |  |
| 12.                      | «Ave Maria»                                                      | 5:44     |  |
| 13.                      | «Melodies of Christmas»                                          | 4:35     |  |

## Recepción

### Ventas
- Estados Unidos - 211,000[6]

### Posicionamiento
| Listas (2009)       | Posición |
| ------------------- | -------- |
| U.S. Billboard 200  | 30       |
| U.S. Holiday Charts | 2        |

#### Sencillos
| 2009 | "Have Yourself a Merry Little Christmas" | 24 |